# إيلين سارة غرينوود
إيلين سارة غرينوود (بالإنجليزية: Ellen Sarah Greenwood) هي عاملة إجتماعية نيوزيلندية، ولدت في 19 فبراير 1837، وتوفيت في 29 نوفمبر 1917.